# جون أ. غوتي
جون أ. غوتي (بالإنجليزية: John A. Gotti)‏ هو رجل عصابة أمريكي، ولد في 14 فبراير 1964 في نيويورك في الولايات المتحدة.